# Adriana Cavarero
Adriana Cavarero (Bra, 1947) es una filósofa y pensadora feminista italiana. Es Catedrática de Filosofía Política en la Universidad de Verona. También ha ocupado puestos de profesora visitante en la Universidad de California, Berkeley y Santa Bárbara, en la Universidad de Nueva York y Harvard. Cavarero es ampliamente reconocida en Italia, Europa y el mundo de habla inglesa por sus escritos sobre feminismo y teorías de la diferencia sexual, sobre Platón, sobre Hannah Arendt, sobre teorías de la narración y sobre una amplia gama de temas de filosofía política y literatura.

## Biografía
Cavarero nació en Bra, Italia y se formó en la Universidad de Padua, donde escribió una tesis sobre filosofía y poesía, en 1971, y pasó los primeros años de su carrera académica. En 1983 se fue de Padua a la Universidad de Verona, donde fue cofundadora de Diotima, un grupo dedicado a la filosofía feminista como compromiso político. Formada en filosofía antigua -con un enfoque especial en los escritos de Platón- e inspirada por la filósofa feminista, Luce Irigaray, Cavarero despertó gran atención con su libro, A pesar de Platón, que presenta dos temas entretejidos: se involucra en una deconstrucción de textos filosóficos antiguos, principalmente de Platón, pero también de Homero y Parménides, para liberar a cuatro figuras femeninas griegas (una sirvienta tracia, Penélope, Deméter y Diotima ) del discurso patriarcal que durante siglos las había aprisionado en un papel doméstico. En segundo lugar, intenta construir un orden femenino simbólico, reinterpretando estas figuras desde una nueva perspectiva. Al contaminar la teoría de la diferencia sexual con cuestiones arendtianas, Cavarero muestra que, si bien la muerte es la categoría central sobre la que se ha basado todo el edificio de la filosofía tradicional, la categoría del nacimiento proporciona el hilo con el que se pueden tejer nuevos conceptos de la crítica feminista para establecer una nueva forma de pensar.

## Trabajo
El interés de Cavarero en la intersección de la filosofía política y el pensamiento feminista se desarrolló más en Cuerpos majestuosos (Stately bodies) que examina la metáfora del cuerpo en el discurso político y en las representaciones ficticias de la política, incluyendo la Antígona de Sófocles, Timeo de Platón, Hamlet de William Shakespeare, Leviatán de Hobbes, La tumba de Antígona de María Zambrano y Undine Goes de Ingeborg Bachmann. 

### Relacionar narrativas: narración de historias y personalidad (2000)
Influenciada definitivamente por el trabajo de Hannah Arendt, Cavarero escribió Relating Narratives: Storytelling and Selfhood (Narrativas relacionadas: narración de historias y personalidad, 2000) en la que desarrolló una teoría original de la individualidad como un "yo narrable". Apreciada y discutida por Judith Butler en Giving an Account of Oneself, este libro, al contrastar al sujeto soberano de la tradición metafísica, confronta el impulso de repensar la política y la ética en términos de una ontología relacional, caracterizada por la exposición recíproca, la dependencia y la vulnerabilidad de un yo encarnado que postula al otro como necesario. De hecho, a través de lecturas de figuras tan diversas como Homero, Sófocles, Las mil y una noches, Isak Dinesen y Gertrude Stein, Relating Narratives presenta una contribución singular a la intersección de la teoría narrativa, la ética y el discurso político.
Cavarero afirma que nos percibimos a nosotros mismos como narrables, como protagonistas de una historia que anhelamos escuchar de los demás. Este deseo de una historia, de que nuestra historia sea contada, se convierte en el elemento rector del nuevo enfoque de la identidad. Nuestra identidad no se posee de antemano, como una cualidad innata o yo interior que somos capaces de dominar y expresar. Es más bien el resultado de una práctica relacional, algo que nos da otro, en forma de historia de vida, de biografía.

### Para más de una voz: hacia una filosofía de expresión vocal (2005)
El siguiente libro de Cavarero, For More Than One Voice: Toward a Philosophy of Vocal Expression (Para más de una voz: hacia una filosofía de expresión vocal, 2005), vuelve a pensar la relación entre el habla y la política -anunciada en la fórmula de Aristóteles según la cual la naturaleza del hombre como animal político [zoon politikon] está ligada a la caracterización del hombre como ese animal que tiene habla [zoon logon echon]- al centrar su atención en la unicidad encarnada del hablante tal como se manifiesta en la voz de ese hablante, dirigida a otro. De esta manera, se aparta radicalmente de concepciones más tradicionales de lo que constituye el "discurso político", como la capacidad significante del hablante, la capacidad comunicativa del discurso o el contenido semántico de un enunciado dado. Como en su trabajo anterior, Cavarero continúa desarrollando y profundizando una serie de temas destacados por Hannah Arendt, quien afirma en La condición humana que lo que importa en el habla no es la significación o la 'comunicación', sino más bien el hecho de que 'al actuar y hablar, los hombres muestran quiénes son, revelan activamente sus identidades personales únicas y, por lo tanto, hacen su aparición en el mundo humano”. Refinando la perspectiva radicalmente fenomenológica que Arendt plantea en su obra, Cavarero ubica el sentido político del habla en la singularidad de la voz del hablante, la emisión acústica que emite de boca a oído. Para Cavarero esta política surge de 'la comunicación recíproca de voces', donde lo que se destaca es ante todo la singularidad encarnada de los hablantes en relación con los demás, digan lo que digan.

### Horrorismo: nombrar la violencia contemporánea (2008)
En su libro, Horrorism: Naming Contemporary Violence, Cavarero llama la atención sobre varias formas en las que las escenas de violencia desde el siglo pasado hasta el presente (así como lo que podrían llamarse precursores antiguos y modernos de estas escenas) no pueden entenderse adecuadamente a través de las categorías recibidas de la filosofía política moderna -'terrorismo', 'guerra', 'amigo / enemigo' o 'acciones sancionadas por el estado versus acciones no estatales'- y propone un cambio decisivo de perspectiva. Tomando nota del hecho de que, cada vez más, estamos tratando con víctimas que están casi todas desarmadas o indefensas - "inermi", indefensas/ desamparadas - sostiene que es precisamente esta impotencia y estas personas indefensas en particular cuyas condiciones y circunstancias deberían orientar nuestro pensamiento sobre escenas de violencia, en lugar de los objetivos sociopolíticos o las perspectivas psicoanalíticas de los perpetradores. Cavarero propone el nombre de "horrorismo" para aquellas formas de violencia que son "delitos" que "atentan contra la condición humana en su nivel ontológico". Emparejando, inesperadamente, la noción de natalidad de Hannah Arendt y la descripción de Thomas Hobbes del dominio materno como el poder de "nutrir o destruir", Cavarero elabora esta ontología como una ontología de "vulnerabilidad", una exposición recíproca en la que estamos entregados ya sea el cuidado o al daño del otro, "casi como si la ausencia de daño o cuidado no fuera siquiera pensable". Sostiene que precisamente esta alternativa entre cuidar y hacer daño -y no una "crueldad pura y gratuita"- es el "núcleo generativo" del horror, precisamente porque esta vulnerabilidad es la condición de la vida humana tal como se da desde el nacimiento a la muerte. El "horrorismo" es, por así decirlo, un rechazo radical del cuidado: una herida infligida precisamente donde más se necesita el cuidado. Por lo tanto, la violencia golpea más profundamente la "dignidad" de la vida corporal única que se ve perjudicada; o mejor, porque el horror es una forma de violencia que es posible gracias a la mayor vulnerabilidad del desamparo, también revela implícitamente esta dignidad.

### Inclinaciones: una crítica de la rectitud (2016)
El libro "Inclinaciones" de Adriana Cavarero critica la caracterización del ser humano como recto, erguido, en filosofía, psicoanálisis, escritos antropológicos, literatura y obras de arte. Su objetivo es iluminar "los efectos de esta figuración, las 'verdades' y las 'relaciones de poder' que estas figuraciones discursivas o artísticas producen e instalan... [y calcular] los costos de representar al ser humano como recto cuando se trata de nuestra visión de las mujeres, nuestra comprensión general y nuestra autoconcepción colectiva". La figuración del ser humano como "recto", sugiere Cavarero, oscurece una figuración más natural: la inclinación. En este libro, afina una "retórica de la inclinación", para superponerla "como una pantalla transparente, sobre la retórica del sujeto filosófico, para resaltar las diferencias entre los dos modelos ontológico, ético y político".